# Jarosław Stróżyński
Jarosław Stróżyński (ur. 1 grudnia 1969 w Czarnkowie) – polski piłkarz grający jako bramkarz.

## Kariera
Stróżyński jest wychowankiem klubu Noteć Czarnków, gdzie grał przez rok w latach 1986-1987. W latach 1987–1988 grał w Orle Wałcz, następnie wrócił do swojego macierzystego klubu - Noteć Czarnków. W 1989 roku został zauważony przez działaczy Stilonu Gorzów. W Stilonie grał w latach 1989-1995 i rozegrał w tym klubie 176 spotkań. Po dobrych występach w gorzowskim klubie przeniósł się do Amiki Wronki. Grał tam w latach 1995-2003, rozegrał 152 mecze. Następnie występował w Noteci Czarnków i MKP 1999 Piła. W 2005 roku zakończył karierę. W 2007 roku powrócił na boisko na jeden sezon, grał w swoim macierzystym klubie - Noteć Czarnków. Na boiskach ekstraklasy rozegrał 152 spotkania. W 2008 roku zakończył karierę piłkarską. W przerwie transferowej w sierpniu 2013 roku wznowił karierę i związał się z zespołem z A-klasy Wenus Jędrzejewo. Od sezonu wiosennego 2014 zasilił barwy drużyny Lubuszanin Trzcianka gdzie jest także trenerem bramkarzy.